# Ekkehard Kyrath
Ekkehard Kyrath (* 20. Juli 1909 in Köslin, Hinterpommern; † 20. Januar 1962 in Berlin) war ein deutscher Kameramann.

## Leben
Ekkehard Kyrath arbeitete seit 1928 für die Ufa und die Terra als Kameraassistent und einfacher Kameramann. 1937 fungierte er als Co-Kameramann an der Seite seines Lehrers Günther Rittau in Verklungene Melodie.
Nach weiteren Filmen mit Rittau wurde der in Berlin entstandene französische Streifen Herzdame mit Fernandel sein erstes Werk in Alleinverantwortung. Unmittelbar danach stand er auch bei Rittaus erster Regietätigkeit Brand im Ozean hinter der Kamera.
Kyrath drehte in den folgenden Jahren eine Anzahl von Komödien und Melodramen. Nach dem Krieg konnte er seine Arbeit als Kameramann fortsetzen, mehrmals mit Hans Albers als Hauptdarsteller. 1961 musste der schwer krebskranke Kyrath während der Dreharbeiten zu dem Abtreibungsmelodram Ich kann nicht länger schweigen die Kameraleitung an Karl Löb abgeben.

## Filmografie
| - 1937: Verklungene Melodie - 1939: Der Vorhang fällt - 1939: Brand im Ozean - 1939: In Sachen Herder contra Brandt - 1940: Herzdame (L’héritier des Mondésir) - 1940: Die gute Sieben - 1940: Für die Katz’ - 1941: Blutsbrüderschaft - 1941: Der laufende Berg - 1941: Frau Luna - 1942: Violanta - 1943: Der Ochsenkrieg - 1943: Du gehörst zu mir - 1943: Gefährlicher Frühling - 1944: Sommernächte - 1944: Das war mein Leben - 1944/48: Intimitäten - 1945: Kamerad Hedwig - 1948: Die Zeit mit Dir - 1949: Verführte Hände - 1949: Derby - 1949: Man spielt nicht mit der Liebe - 1949: Gefährliche Gäste - 1950: Nur eine Nacht - 1950: Maharadscha wider Willen - 1950: Der Schatten des Herrn Monitor | - 1950: Insel ohne Moral - 1951: Falschmünzer am Werk - 1952: Keine Angst um unsere Jugend - 1952: Gift im Zoo - 1952: Die Stimme des Anderen - 1953: Heimlich, still und leise - 1954: Ein Leben für Do - 1954: Fräulein vom Amt - 1954: Mannequins für Rio - 1954: An jedem Finger zehn - 1954: Die verschwundene Miniatur - 1955: Wie werde ich Filmstar? - 1955: Reifende Jugend - 1955: Zwei blaue Augen - 1957: Woman and the Hunter - 1957: Flucht in die Tropennacht - 1957: Von allen geliebt - 1957: Das Herz von St. Pauli - 1958: Der Greifer - 1958: Der Mann im Strom - 1958: Dreizehn alte Esel - 1959: Bobby Dodd greift ein - 1960: Die junge Sünderin - 1960: Der letzte Zeuge - 1962: Ich kann nicht länger schweigen |